# پوکا رانرا (آرکیپا)
پوکا رانرا (به اسپانیایی: Puka Ranra) یک کوه در پرو است که در Peru, Arequipa Region, La Unión Province, Peru واقع شده‌است. پوکا رانرا ۵٬۰۰۰ متر بالاتر از سطح دریا واقع شده‌است.